# Dame Grease
Dame Grease, właśc. Damon Blackman – amerykański producent hip-hopowy z Harlemu (Nowy Jork). Pracuje dla wytwórni Ruff Ryders Entertainment i Bloodline Records. Znany ze współpracy z DMX-em, dla którego produkował utwory jeszcze przez wydaniem „It’s Dark and Hell Is Hot”. Grease wydał już kilka mixtape’ów, w tym „Live on Lenox”, „Gangsta Breed” i „Respect the Producer”. 27 maja tego roku wydał swój kolejny mixtape „Goon Musik”. Aktualnie pracuje nad nadchodzącymi albumami DMX-a i Ruff Ryders.

## Dyskografia

### Albumy
- Live on Lenox (2000)
- Gangsta Breed (z DJ-em Suss One) (2005)
- Respect the Producer: The Best of Dame Grease Instrumentals Vol. 1 (2008)
- Goon Musik (2008)

### Produkcje

#### 1997
- Harlem World (album Ma$e'a)
  - „Niggaz Wanna Act” (feat. Busta Rhymes)

#### 1998
- Don Cartagena (album Fat Joe)
  - „Triplets”

- Flesh of My Flesh, Blood of My Blood (album DMX-a)
  - „Dogs for Life”

- It’s Dark and Hell Is Hot (album DMX-a)
  - „ATF”
  - „Damien”
  - „For My Dogs”
  - „Get at Me Dog” (feat. Sheek Louch)
  - „I Can Feel It
  - „Let Me Fly”
  - „Look Thru My Eyes”
  - „Niggaz Done Started Something” (feat. The Lox & Ma$e)
  - „Prayer (Skit)”
  - „Stop Being Greedy”
  - „The Convo”
  - „The Storm (Skit)”

- Money, Power & Respect (album The Lox)
  - „If You Think I’m Jiggy”
  - „Let's Start Rap Over” (ft. Carl Thomas)
  - „Not to Be Fucked With”
  - „We'll Always Love Big Poppa”

- N.O.R.E. (album Noreagi)
  - „Body in the Trunk” (feat. Nas)

#### 1999
- ...And Then There Was X (album DMX-a)
  - „D-X-L” (feat. The Lox & Drag-On)
  - „Fame”

- The Art of Story Telling (album Slick Ricka)
  - „Adults Only”

- Black Gangster
  - „The Story” (DMX)

- Classic Limited Edition (album Made Men)
  - „No Matter What”

- I Am... (album Nasa)
  - „Ghetto Prisoners”

- Nastradamus (album Nasa)
  - „Family” (feat. Mobb Deep)
  - „God Love Us”
  - „Quiet Niggas” (feat. Bravehearts)
  - „Some of Us Save Angels”

#### 2000
- The Reunion (album Capone-N-Noreaga)
  - „You Can’t Kill Me”

- S.D.E. (album Cam’rona)
  - „My Hood”

- Tell Em Why U Madd (album Madd Rappera)
  - „Roll With the Cat”

- TommyBoy Presents: Architects of Cultur
  - „Body in a Trunk” (Noreaga feat. Nas)

- WWF Agression
  - „Ministry (Undertaker Theme)” (Meeno)

#### 2001
- The Great Depression (album DMX-a)
  - „School Street”
  - „Shorty Was da Bomb”
  - „Trina Moe”
  - „When I’m Nothin” (feat. Stephanie Mills)

- No More Drama (album Mary J. Blige)
  - „Dance for Me”

- Scorpion (album Eve)
  - „You Ain’t Gettin None”

- That Girl (album Ms. Toi)
  - „Bangin” (feat. MC Ren)
  - „That Girl”

#### 2003
- Blok Party Vol. 1 (mixtape DJ-a Envy)
  - „Deeper” (DMX)

- Cradle to the Grave OST
  - „Hand That Rocks the Cradle” (Big Stan)

- Godzilla (album Yukmoutha)
  - „Do It B.I.”
  - „Nothin 2 a Boss” (feat. Benjilino)
  - „Stuntastic”

- Grand Champ
  - „We Bout to Blow” (feat. Big Stan)

- How We Do (album Das EFX)
  - „Geezy”

- Tasty (album Kelis)
  - „Stick Up”

- The Movement (album Inspectah Decka)
  - „Meaning of Family” (Harlem World feat. The Teamsters)
  - „Pointing Fingers” (Harlem World)

- The Streetsweeper Vol. 1 (mixtape DJ-a Kayslaya)
  - „Coast to Coast Gangstas” (feat. Sauce Money, Joe Budden, WC, Bun B, Killer Mike, Hak Di)
  - „The Champions” (feat. Doo Wop, Tony Touch, Funkmaster Flex, DJ Clue, S&S, Bru)

#### 2004
- The DEFinition (album LL Cool J-a)
  - „One in the Morning”

#### 2005
- Car Show Tour (mixtape Funkmastera Flexa)
  - „It's Nothin” (ft. Cam’ron & Juelz Santana)

- Dipset: More Than Music (album The Diplomats)
  - „More Than Music” (feat. DukeDaGod, Hell Rell & JR Writer)

- Osirus (album Ol’ Dirty Bastarda)
  - „Move Back (Remix)” (feat. Drag-On, Terra Black, Cardan, Jae Millz & Lenox Ave Boyz)

#### 2006
- History in the Making (album JR Writera)
  - „Zoolander”

- Time Is Money (album Stylesa)
  - „Leave a Message”

- Year of the Dog...Again (album DMX-a)
  - „Intro”
  - „Walk These Dogs” (feat. Kashmir)
  - „Who Dat” (feat. Big Stan, Kashmir & Jinx)

#### 2007
- For the Hell of It (album Hell Rella)
  - „Hardest Out” (feat. Styles P)
  - „I Ain’t Playin Wit 'Em”
  - „Streets Gonna Love Me”
  - „You Know What It Is” (feat. Young Dro)

- Free at Last (album Freewaya)
  - „Roc-A-Fella Billionaires” (feat. Jay-Z)

- Gangsta Grillz: The Album (album Drama)
  - „Takin' Pictures” (feat. Young Jeezy, Willie The Kid, Jim Jones, Rick Ross & T.I.)

- Noreality (album Noreagi)
  - „Sour Diesel” (feat. Styles P)

- The Resolution (album Beanie Sigela)
  - „U Ain’t Ready for Me” (feat. Styles P)

- A Son Unique (album Ol’ Dirty Bastarda)
  - „Dirty & Grimey” (feat. Noreaga)

- Super Gangster (Extraordinary Gentleman) (album Stylesa)
  - „Shoot Niggas” (feat. St.Raw & Bucky)
  - „U Ain’t Ready 4 Me” (feat. Beanie Sigel)

#### 2008
- Silverback Gorilla (album Sheeka)
  - „What What” (feat. Bully)